# Conisania arterialis
Conisania arterialis is een vlinder uit de familie uilen (Noctuidae). De wetenschappelijke naam is voor het eerst geldig gepubliceerd in 1936 door Draudt.
De soort komt voor in Europa.